# Saverio Garbarino
Saverio Garbarino, all'anagrafe Valerio Garbarino (Roma, 3 maggio 1949), è un doppiatore e attore italiano.

## Biografia
Ha iniziato a recitare da bambino, dopo aver vinto il primo premio del Festival del Fanciullo messo in palio dal Comune di Roma a Villa Aldobrandini nel 1953. Da quel momento ha cominciato una lunga serie di lavori attoriali, partendo dal doppiaggio di opere cinematografiche, prima delle quali fu La regina delle piramidi di Howard Hawks e proseguendo con numerose altre dove fu anche protagonista, come in Agostino di Mauro Bolognini e ne Le avventure di Huck Finn di Michael Curtiz. Ha preso anche parte a numerose serie televisive come Lassie, Le avventure di Rin Tin Tin, Frida, Corky, il ragazzo del circo e Furia. Molteplici anche le partecipazioni in sceneggiati televisivi degli anni ‘60, per le regie di Daniele D'Anza, Giorgio Morandi, Anton Giulio Majano, Anna Maria Romagnoli e tanti altri, a fianco di illustri personaggi dello spettacolo come Alberto Lupo, Enrico Maria Salerno, Paola Borboni, Elena Zareschi e Valeria Moriconi. Rilevanti anche le interpretazioni cinematografiche, come in Bravissimo al fianco di Alberto Sordi, e teatrali, come quelle nei panni di Marcellino in Marcellino pane e vino ed in Frontiere fiorite, presentato al Festival di Venezia, entrambi per la regia di Raffaello Lavagna. Partecipa anche a Il Nembo di Massimo Bontempelli per la regia di Vito Pandolfi, a numerosi altri spettacoli con il Teatro S. Erasmo di Milano e poi ad alcune Commedie dell’Arte prodotte da Guido Mazzella per la regia di Alexandra Kurczab. Ha avuto anche esperienze nel teatro sperimentale, sotto la direzione di Pippo Di Marca. Successivamente, dopo aver studiato danza con la coreografa Lena Koroniadis, ed aver conseguito la maturità classica ed una laurea in Scienze Politiche, si è dedicato prevalentemente al doppiaggio, prestando la voce ad attori come Mark Hamill, Charles Martin Smith, Matthew Lillard e Russell Crowe. Moltissime le prestazioni vocali in serie televisive e animate di successo, come in Happy Days, L.A. Law - Avvocati a Los Angeles, L'onore della famiglia, Supercar, Mobile Suit Gundam, La principessa Zaffiro, Tintin e Biker Mice da Marte, oppure in opere cinematografiche come I sette samurai (doppiaggio per la versione estesa), Yol, Sex and Zen - Il tappeto da preghiera di carne, Safe Men e Guest House Paradiso, in partecipazioni di pari e minore entità.

## Filmografia

### Cinema
- Scuola elementare, regia di Alberto Lattuada (1954)
- Bravissimo, regia di Luigi Filippo D'Amico (1955)

### Televisione
- Aprite: polizia! (Rai, 1958) di Daniele D'Anza
- Padri e figli (Rai, 1958) di Guglielmo Morandi
- Il romanzo di un maestro (Rai, 1959) di Mario Landi

## Teatro
- Marcellino pane e vino (1958)
- Isa, dove vai?
- Accadde a Irtkusk
- Il gran teatro del mondo

## Doppiaggio

### Cinema
- Charles Martin Smith in Mai gridare al lupo
- Mark Hamill in Villaggio dei dannati
- Russell Crowe in Virtuality
- Tim Roth in Vendetta
- Matthew Lillard in Hackers
- Will Lyman in Fuga dalla scuola media
- Rik Mayall in Guest House Paradiso
- Mike White in The Good Girl
- Jason Acuña in Jackass: The Movie
- Clint Howard in Terrifier 3

### Film televisivi
- Tariq Yunus in Un omicidio programmato
- Karl Johnson in King Lear

### Serie televisive
- Frédéric Néry in Il tesoro del castello senza nome
- Michael Madsen in L'onore della famiglia
- Blair Underwood in L.A. Law - Avvocati a Los Angeles
- Griffin Dunne in This Is Us
- Peter Hesse Overgaard in Seaside Hotel

### Film d’animazione
- Charlie Salta in Charlie Salta e Ciccio Palla contro i pirati del computer
- Calvin Fischoeder in Bob's Burgers - Il film

### Serie animate
- Junior in Charlotte
- Principe Franz di Goldland in La principessa Zaffiro (2ª voce)
- Peter Rey in Mobile Suite Gundam
- Calvin Fischoeder in Bob's Burgers (4ª voce)
- Gekigaski in I predatori del tempo
- Ren in The Ren and Stimpy Show